# صاحبة الامتياز (مسلسل)
صاحبة الامتياز هو مسلسل من تأليف نايف الراشد وبطولة هدى الخطيب، ونايف الراشد، وغانم الصالح، وعبد الإمام عبد الله، وأمل العوضي إنتاج سنة 2006.